# Тильбер
Тильбер (нем. Thielbeer) — община в Германии, в земле Саксония-Анхальт. 
Входит в состав района Зальцведель. Подчиняется управлению Арендзее-Кальбе.  Население составляет 174 человека (на 31 декабря 2006 года). Занимает площадь 11,19 км².